# Lista țărilor după populație în 1939

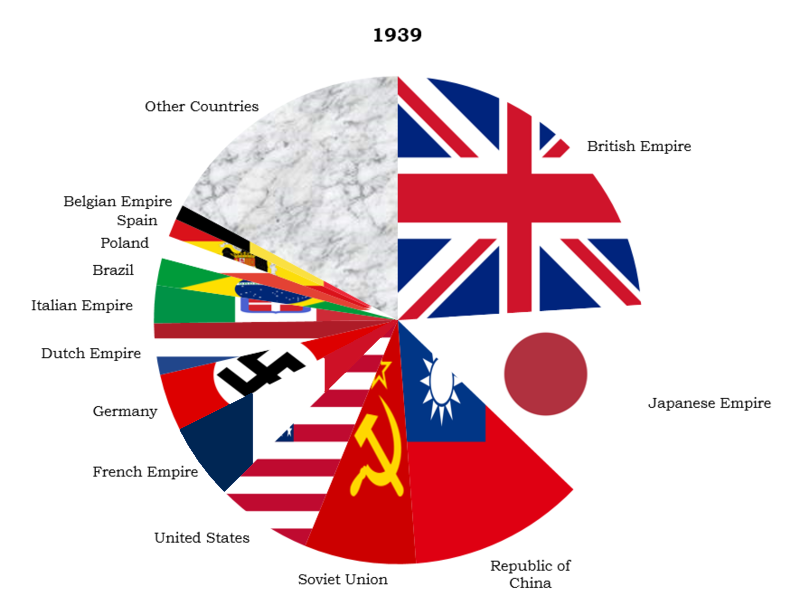
Distribuția populației după țară în 1939

Aceasta este o listă a țărilor după populație în 1939 (inclusiv a tuturor teritoriilor dependente, ocupate sau colonizate în cazul imperiilor), care oferă o imagine de ansamblu aproximativă a populației mondiale înainte de-al Doilea Război Mondial.
Cifrele estimative sunt de la începutul anului, iar cifrele exacte ale populației sunt pentru țările în care a avut un recensământ în anul 1939 (care au fost la diferite date în acest an).
| Demografie istorică                 | Demografie istorică | Demografie istorică |
| ----------------------------------- | ------------------- | ------------------- |
| Altarul lui Domitius Ahenobarbus⁠(d) |                     |                     |
| Articole                            |                     |                     |
| Istoria demografică⁠(d)              |                     |                     |
| Demografia istorică⁠(d)              |                     |                     |
| Estimări ale populației mondiale⁠(d) |                     |                     |
| Lista țărilor după populație        |                     |                     |
| 1907⁠(d)                             | 1939                | 1950⁠(d)             |

### Constituenți
1. ↑  Semi-independent British dominion
2. ↑  Semi-independent British dominion